# 沈村镇
沈村镇，是中华人民共和国安徽省宣城市宣州区下辖的一个乡镇级行政单位。

## 行政区划
沈村镇下辖以下地区：
沈村社区、岗桥村、丁店村、双塘村、太阳村、杨星村、胜利村、胡村、武村和安徽省南湖劳教所社区。